# As Aventuras de Gui & Estopa
As Aventuras de Gui & Estopa este o serie animată braziliană creată și regizată de Mariana Caltabiano, care a fost difuzat pentru prima oară în Brazilia pe Cartoon Network pe data de 2009.

## Personaje
- Gui "Iguinho" (Dublaj voce: Mariana Caltabiano ) un tânăr Westie.[2]
- Estopa (Dublaj voce: Eduardo Jardim ) un câine gri și gras.
- Cróquete Spaniel (Dublaj voce: Mariana Caltabiano ) o English Cocker Spaniel maro.
- Pitiburro (Dublaj voce: Mariana Caltabiano ) un Pitbull bej.
- Dona Iguilda (Dublaj voce: Mariana Caltabiano ) o Westie.
- Fifivelinha  (Dublaj voce: Mariana Caltabiano ) o fată.
- Ribaldo "Riba" (Dublaj voce: Arly Cardoso ) un șobolan gri.
- Róquete Spaniel (Dublaj voce: Mariana Caltabiano ) o Spaniel bej.
- Pitibela o Pitbull bej.
- Pitbalinha un Pitbull bej.
- Jaiminho un porc.
- Nerdson un băiat.
- Irmãozão un câine bej mare.